# Банатски Карловац
Банатски Карловац је градско насеље у Србији, које припада општини Алибунар у Јужнобанатском управном округу. Према попису из 2022. било је 4.428 становника.

## Географија
Већи део катастарског подручја Банатског Карловца припада природном резервату Делиблатска Пешчара. Викенд насеље Девојачки Бунар припада Банатском Карловцу.
Кроз насеље пролази међународни пут Београд – Вршац – Темишвар, магистрални пут Е-70. Такође, кроз насеље пролази и железнички правац Београд—Вршац—Темишвар. Од Београда је удаљен 65 km, од Панчева 40 km и Вршца 25 km.

## Историја
Место је насељено 1802. године плански и добило је назив Karlsdorf по ондашњем министру рата и морнарице надвојводи Карлу. Првобитно су били насељени Немци из баденске области, а ускоро се досељава и словенско становништво, углавном католичке вероисповести, из општина Карашова, Лупак и Клокотич.
Током историје место је мењало називе. Од оснивања носи назив Karlsdorf, потом 1894. постаје Károlyfalva, па 1902. Temeskárolyfalva, онда 1911. Károlyfalva, да би 1912. постао Oca. После Првог светског рата улази у састав Краљевине Срба, Хрвата и Словенаца и 1921. мења назив у Карлово село, па 1922. постаје Карлсдорф да би 1926. коначно постао Банатски Карловац. Једно краће време, од 1950. до 1953. је био Банатско Ранковићево.
Рескриптом Ратног савета, од 17. септембра 1800. године, наређено је оснивање једне насеобине на пољским добрима „Подбршће“ и „Мали Алибунар“ за досељенике Немце из Рајха. Године 1801. организована је насеобина, 14. маја приспело је већ 212 породица. 25. јула одобрио је ратни Савет да се нова насеобина назове „Карлздорф“ (Karlsdorf), по ерцхерцогу Карлу. Сем поменута два пољска добра, карлздорфском атару је додељено и пољско добро „Оца“. У пролеће 1803. године уселили се колонисти у своје куће. 28. октобра освећено је гробље. Крајем новембра 1804 год. добила је насеобина свештеника, а 1806 почела градити црква. На места неких помрлих колониста, доселили су се други, понеки из Крашове. 1809. било је 190 насељених домова.
Године 1845. Карлздорф, који је до тога времена припадао немачко-банатској граничарској регименти, додељен је српско-банатској граничарској регименти и постао седиште компаније. Исте године основале су занатлије своју руфетску организацију.
За време војних операција 1848. год. алибунарски табор српске војске имао је своју предстражу у Карлздорфу, која је 30. новембра и 8. децембра потиснута од Мађара. Године 1849. нанели су скакавци грдну штету. Вршчани су пожурили у помоћ становницима да униште скакавце.
Године 1854. пописано је у месту 2278 душа, а укопно у компанији, којој су сем Калздорфа припадали Петровосело и Николинци, 9430 душа.
Године 1869. отворио је Густав Јарош прву апотеку. Исте године основао је Лоренц Калитовић циглану. Године 1870. уређена поштанска служба; 1871. телеграфска, а 1893. телефонска.
Године 1873. дозвољено је општини одржавање недељних и годишњих вашара.
Године 1873. припојен је Калздорф темишварском комитату, постао седиште окружног суда и добио је срески суд. Али је већ 1876 год. пренет је окружни суд у Белу Цркву.
Године 1881. уређено је виђење поседне књиге (грундбух). Године 1890. сазидана је нова општинска кућа. Године 1874. осниван је новчани завод „Калсдорфер Саркаса“, акционо друштво, а 1882. год. “Карлздорфер Шпар-унд Кредитферајн“, који је 1884 год. као први постао акционарско друштво.
Године 1876. основао је Филип Херц фабрику саламе и месних производа, а 1879. год. и добро уређен обор. А од друштва треба споменути: Пољопривредно Друштво (основано 1868. год.), Касину (основано 1879), Погребно Друштво (основано 1891. год.), Добровољне Ватрогасце (основано 1884. год.), Земљорадничко Друштво (основано 1901 год.). Године 1875. подигао је Филип Херц један модеран хотел. Године 1880. паркиран је један део пијаце.
Године 1881. Јохан Матје и његова супруга подижу гробљанску капелу, посвећену Св. Мартину. Године 1885. организована је римокатоличка црквена општина.
Дана 8. децембра 1894. год. отворена је карлздорфска железничка станица, на новосаграђеној прузи Вршац-Ковин. Године 1894. основана је Шегртска школа, а 1898. пољопривредна повртна школа. 1. септембра 1900. год. преузела је држава општинску основну школу и завела мађарски наставни језик. Године 1902. сазидана је нова школска зграда са осам учионица.
Од 1897. до 1902. год. излазиле су у Карлздорфу новине „Károlyfalvaer Wochenblatt“. Уредник је био тамошњи адвокат Др. Јохан Вернер, а штампане су у вршачкој штампарији Ветела и Веронића.
Године 1903. пренела је „Карлздорфска Штедионица“ а, д. Своје седиште у Белу Цркву, а у Карлздорфу је остао само филијала исте штедионице. Престао је самостално да ради „Завод за штедњу и предујам“ и постао је филијала Панчевачке Пучке Банке 1915. године.
Премештана недељна пијаца до железничке станице 1907. год., а идуће 1908. год. и годишњи вашари. Стога је то земљиште у ту сврху насипано и испланирано.
Напредовање ове богате општине показује најбоље бројни прираст становништва. Пописано је: 1869. г. 2762 становника, 1880. год. 2832 становника, 1890. год. 3378 становника, 1900. год. 3504 становника, 1910. год. 3835 становника. 1921. год. 3604 становника, од којих је било Срба - 101, Чехо-Словака - 2, осталих Словена - 21, Румуна - 44, Италијана - 1, Немаца - 3360, Мађара - 74.
Значајна је била 1923. година. Подигнута је електрична централа свотом од 400.000 динара. 1926. год. отворена је у Карлздорфу секција шумске управе за подручје Делиблатске Пешчаре. Исте године основана је српска читаоница. У првој половини 1927. године инсталисано је првих осам радио-пријемних апарата.

## Демографија
У насељу Банатски Карловац живи 4.721 пунолетни становник, а просечна старост становништва износи 41,3 година (39,8 код мушкараца и 42,7 код жена). У насељу има 1985 домаћинстава, а просечан број чланова по домаћинству је 2,93 (попис 2002).
Етнички састав места је знатно промењен после Другог светског рата када је немачко становништво депортовано, а колонизовано је становништво из западне Србије и Босне.
Ово насеље је великим делом насељено Србима (према попису из 2002. године), а у последња четири пописа, примећен је пад у броју становника.
|             | \| Демографија[1] \| Демографија[1] \| Демографија[1] \| \| Година \| Становника \| Становника \| \| -------------- \| -------------- \| -------------- \| \| 1948. \| 5.834 \| \| \| 1953. \| 5.186 \| \| \| 1961. \| 6.025 \| \| \| 1971. \| 6.273 \| \| \| 1981. \| 6.319 \| \| \| 1991. \| 6.286 \| 5.926 \| \| 2002. \| 5.820 \| 6.223 \| \| 2011. \| 5.082 \| \| |            |
| Демографија | |            |
| Година      | Становника | Становника |
| 1948.       | 5.834 |            |
| 1953.       | 5.186 |            |
| 1961.       | 6.025 |            |
| 1971.       | 6.273 |            |
| 1981.       | 6.319 |            |
| 1991.       | 6.286 | 5.926      |
| 2002.       | 5.820 | 6.223      |
| 2011.       | 5.082 |            |

| Етнички састав према попису из 2002.‍ | Етнички састав према попису из 2002.‍ | Етнички састав према попису из 2002.‍ | Етнички састав према попису из 2002.‍ | Етнички састав према попису из 2002.‍ |
| ------------------------------------ | ------------------------------------ | ------------------------------------ | ------------------------------------ | ------------------------------------ |
|                                      |                                      |                                      |                                      |                                      |
| Срби                                 | Срби                                 |                                      | 5.336                                | 91,68%                               |
| Мађари                               | Мађари                               |                                      | 103                                  | 1,76%                                |
| Румуни                               | Румуни                               |                                      | 71                                   | 1,21%                                |
| Југословени                          | Југословени                          |                                      | 53                                   | 0,91%                                |
| Македонци                            | Македонци                            |                                      | 37                                   | 0,63%                                |
| Роми                                 | Роми                                 |                                      | 33                                   | 0,56%                                |
| Црногорци                            | Црногорци                            |                                      | 20                                   | 0,34%                                |
| Хрвати                               | Хрвати                               |                                      | 15                                   | 0,25%                                |
| Словаци                              | Словаци                              |                                      | 15                                   | 0,25%                                |
| Словенци                             | Словенци                             |                                      | 7                                    | 0,12%                                |
| Немци                                | Немци                                |                                      | 7                                    | 0,12%                                |
| Власи                                | Власи                                |                                      | 7                                    | 0,12%                                |
| Бугари                               | Бугари                               |                                      | 7                                    | 0,12%                                |
| Чеси                                 | Чеси                                 |                                      | 4                                    | 0,06%                                |
| Муслимани                            | Муслимани                            |                                      | 4                                    | 0,06%                                |
| Руси                                 | Руси                                 |                                      | 3                                    | 0,05%                                |
| Украјинци                            | Украјинци                            |                                      | 1                                    | 0,01%                                |
| Горанци                              | Горанци                              |                                      | 1                                    | 0,01%                                |
| Буњевци                              | Буњевци                              |                                      | 1                                    | 0,01%                                |
| Албанци                              | Албанци                              |                                      | 1                                    | 0,01%                                |
| непознато                            | непознато                            |                                      | 28                                   | 0,48%                                |

| \| \| м \| \| \| ж \| \| ? \| 5 \| \| \| 5 \| \| 80+ \| 38 \| \| \| 56 \| \| 75—79 \| 58 \| \| \| 145 \| \| 70—74 \| 145 \| \| \| 210 \| \| 65—69 \| 182 \| \| \| 214 \| \| 60—64 \| 186 \| \| \| 210 \| \| 55—59 \| 120 \| \| \| 153 \| \| 50—54 \| 220 \| \| \| 207 \| \| 45—49 \| 289 \| \| \| 241 \| \| 40—44 \| 246 \| \| \| 214 \| \| 35—39 \| 188 \| \| \| 209 \| \| 30—34 \| 156 \| \| \| 154 \| \| 25—29 \| 165 \| \| \| 169 \| \| 20—24 \| 188 \| \| \| 165 \| \| 15—19 \| 228 \| \| \| 188 \| \| 10—14 \| 163 \| \| \| 184 \| \| 5—9 \| 149 \| \| \| 142 \| \| 0—4 \| 117 \| \| \| 111 \| \| Просек : \| 39,8 \| \| \| 42,7 \| |      |  |  |      |
| |      |  |  |      |
| | м    |  |  | ж    |
| ? | 5    |  |  | 5    |
| 80+ | 38   |  |  | 56   |
| 75—79 | 58   |  |  | 145  |
| 70—74 | 145  |  |  | 210  |
| 65—69 | 182  |  |  | 214  |
| 60—64 | 186  |  |  | 210  |
| 55—59 | 120  |  |  | 153  |
| 50—54 | 220  |  |  | 207  |
| 45—49 | 289  |  |  | 241  |
| 40—44 | 246  |  |  | 214  |
| 35—39 | 188  |  |  | 209  |
| 30—34 | 156  |  |  | 154  |
| 25—29 | 165  |  |  | 169  |
| 20—24 | 188  |  |  | 165  |
| 15—19 | 228  |  |  | 188  |
| 10—14 | 163  |  |  | 184  |
| 5—9 | 149  |  |  | 142  |
| 0—4 | 117  |  |  | 111  |
| Просек : | 39,8 |  |  | 42,7 |

| Година пописа     | 1948. | 1953. | 1961. | 1971. | 1981. | 1991. | 2002. |
| ----------------- | ----- | ----- | ----- | ----- | ----- | ----- | ----- |
| Број домаћинстава | 1.107 | 1.298 | 1.671 | 1.823 | 1.919 | 1.996 | 1.985 |

| Број чланова      | 1   | 2   | 3   | 4   | 5   | 6  | 7  | 8 | 9 | 10 и више | Просек |
| ----------------- | --- | --- | --- | --- | --- | -- | -- | - | - | --------- | ------ |
| Број домаћинстава | 400 | 512 | 361 | 422 | 176 | 72 | 33 | 2 | 4 | 3         | 2,93   |

| Пол    | Укупно | Неожењен/Неудата | Ожењен/Удата | Удовац/Удовица | Разведен/Разведена | Непознато |
| ------ | ------ | ---------------- | ------------ | -------------- | ------------------ | --------- |
| Мушки  | 2.414  | 732              | 1.477        | 115            | 82                 | 8         |
| Женски | 2.540  | 456              | 1.475        | 495            | 107                | 7         |
| УКУПНО | 4.954  | 1.188            | 2.952        | 610            | 189                | 15        |

| Пол    | Укупно                    | Пољопривреда, лов и шумарство | Рибарство                            | Вађење руде и камена | Прерађивачка индустрија       |
| ------ | ------------------------- | ----------------------------- | ------------------------------------ | -------------------- | ----------------------------- |
| Мушки  | 1.032                     | 288                           | 0                                    | 21                   | 377                           |
| Женски | 812                       | 99                            | 0                                    | 3                    | 376                           |
| Укупно | 1.844                     | 387                           | 0                                    | 24                   | 753                           |
|        |                           |                               |                                      |                      |                               |
| Пол    | Производња и снабдевање   | Грађевинарство                | Трговина                             | Хотели и ресторани   | Саобраћај, складиштење и везе |
| Мушки  | 16                        | 19                            | 82                                   | 33                   | 50                            |
| Женски | 4                         | 0                             | 102                                  | 19                   | 13                            |
| Укупно | 20                        | 19                            | 184                                  | 52                   | 63                            |
|        |                           |                               |                                      |                      |                               |
| Пол    | Финансијско посредовање   | Некретнине                    | Државна управа и одбрана             | Образовање           | Здравствени и социјални рад   |
| Мушки  | 9                         | 13                            | 46                                   | 20                   | 10                            |
| Женски | 13                        | 8                             | 21                                   | 61                   | 57                            |
| Укупно | 22                        | 21                            | 67                                   | 81                   | 67                            |
|        |                           |                               |                                      |                      |                               |
| Пол    | Остале услужне активности | Приватна домаћинства          | Екстериторијалне организације и тела | Непознато            | Непознато                     |
| Мушки  | 7                         | 0                             | 0                                    | 41                   | 41                            |
| Женски | 10                        | 0                             | 0                                    | 26                   | 26                            |
| Укупно | 17                        | 0                             | 0                                    | 67                   | 67                            |

## Знамените личности
- Вернер Фрикер (1936–2001), фудбалер и председник Фудбалског савеза Сједињених Држава
- Никола Чутурило (1962), рок музичар, композитор и текстописац

## Галерија
- Нова православна црква
- Католичка црква
- Споменик жртвама фашизма
- Банатски Карловац на разгледници
- Банатски Карловац
- Разгледница из Банатског Карловца

#### Презентације
- Презентација Банатског Карловца Архивирано на веб-сајту  (10. април 2020)
- Званична презентација Банатског Карловца
- Презентација ЛИДЕР+ Банатски Карловац
- Званична презентација Општине Алибунар Архивирано на веб-сајту  (8. фебруар 2009)

#### Мапе, карте
- Мапе, аеродроми и временска ситуација локација (Fallingrain)
- Гугл сателитска мапа (Maplandia)
- План насеља на мапи (Mapquest)